# Aurel Moga (medic)
Aurel Moga (n. 1 noiembrie 1903, Veștem, Sibiu – d. 19 august 1977, București) a fost un medic cardiolog, profesor universitar, politician comunist și membru titular al Academiei Române din 1955. Între 1966-1969 a deținut funcția de ministru al sănătății.

## Biografie
Aurel Moga s-a născut la data de 1 noiembrie 1903 în comuna Veștem, pe atunci în comitatul Sibiu. După absolvirea studiilor secundare la Sibiu, a urmat cursurile Institutului de Medicină și Farmacie din Cluj (1921-1926), obținând titlul de doctor în științe medicale cu teza "Lobita tuberculoasă" (1927).
A fost angajat apoi în învățământul superior, pe posturile de asistent (1928-1936), șef de lucrări (1936-1946) și conferențiar (1946-1948) la Clinica a II-a medicală din Cluj. În această perioadă a efectuat stagii de specializare la Viena (1929) și Paris (1929-1930).
Din anul 1948 a lucrat ca profesor de cardiologie la Institutul de Medicină și Farmacie din Cluj, deținând funcțiile de decan (1949-1950) și apoi de rector (1950-1966) al acestui prestigios institut medical. Între anii 1966-1973, a fost profesor la IMF București. A fost ales ca membru titular al Academiei Române (1955) și apoi ca membru al Academiei de Științe Medicale (1969), al cărui președinte a fost în perioada 1969-1977.
Aurel Moga a obținut în anul 1963 titlul de Om de știință emerit. A fost ales ca membru al numeroase organizații profesionale cum ar fi: Societatea internațională de cardiologie, Societatea unională de terapeutică din Moscova, Societatea medicală "J.E. Purkině" din Praga, Comitetul consultativ pentru cercetarea științifică medicală de pe lângă Organizația Mondială a Sănătății (1971-1974).
Dr. Aurel Moga a fost unul dintre primii cardiologi cu temeinică pregătire de specialitate și cu preocupări științifice sistematice din România. S-a preocupat de problema diagnosticului și evoluției cardiopatiilor, insistând asupra importanței fazei incipiente a bolilor, susceptibilă de tratamente eficace curative și de protecție.
Printre realizările sale științifice s-a numărat și elaborarea conceptului mecanismului patogenetic asociat al afecțiunilor cardiace. A inițiat primele cercetări epidemiologice de mare anvergură în România pentru bolile cronice netransmisibile. A studiat sindromul postangios al infecției streptococice, rolul factorilor de microclimat în determinismul patogen și evolutiv al bolii reumatismale, mecanismele de constituire a hipertensiunii la tineri, distribuția valorilor tensiunii arteriale și a nivelului lipidelor serice în variate colectivități. S-a interesat de aspectele medico-sociale ale cardiopatiilor, militând pentru organizarea dispensarizării, în vederea asigurării unei profilaxii raționale.
În perioada 28 august 1966 - 5 iulie 1969, Aurel Moga a deținut funcția de ministru al sănătății și prevederilor sociale în guvernele Republicii Socialiste România. A încetat din viață la data de 19 august 1977 în București.

## Lucrări
- Profilaxia și tratamentul medical al reumatismului (1957)
- Ateroscleroza (1963) - în colaborare
- Hipertensiunea arterială și ateroscleroza (1970) - în colaborare
- Cardiopatiile cronice majore (1974) - în colaborare

## Distincții
- Ordinul Muncii clasa a II-a (21 august 1954) „pentru merite deosebite pe tărîmul construcției de stat, economice, sociale și culturale, cu ocazia celei de a zecea aniversări a eliberării patriei noastre”[1]
- Ordinul Muncii clasa I (12 august 1959) „pentru activitate rodnică în dezvoltarea științei și culturii din Republica Populară Romînă”[2]
- Medalia „40 de ani de la înființarea Partidului Comunist din Romînia” (6 mai 1961) „pentru merite în activitatea de partid și întărirea regimului democrat-popular”[3]
- titlul de „Medic Emerit al Republicii Populare Romîne” (31 decembrie 1962) „pentru merite excepționale și realizări deosebite in domeniul ocrotirii sănătății oamenilor muncii”[4]
- Ordinul „23 August” clasa a III-a (10 august 1964) „pentru merite deosebite în opera de construire a socialismului, cu prilejul celei de a XX-a aniversări a eliberării patriei”[5]
- Ordinul „Meritul Științific” clasa I (26 septembrie 1966) „pentru merite deosebite în activitatea științifică, cu prilejul Centenarului Academiei Republicii Socialiste România”[6]
- Ordinul „Meritul Sanitar” clasa I (8 aprilie 1970) „pentru merite deosebite în domeniul ocrotirii sănătății populației din țara noastră”[7]